# Пастушок африканський
Пастушок африканський (Rallus caerulescens) — вид журавлеподібних птахів родини пастушкових (Rallidae). Поширений в Африці.

## Поширення
Вид трапляється в Східній та Південній Африці від Ефіопії до ПАР. Мешкає у різних типах водно-болотяних угідь.

## Опис
Дорослі екземпляри африканського пастушка досягають 28–30 см у довжину; верхні частини переважно коричневі, а нижні — синьо-сірі, з чорними та білими смугами на боках і під хвостом. Це єдиний вид роду Rallus , який має рівномірно забарвлену спину. Тіло сплющене з боків, що дозволяє тварині легко пересуватися в заростях очерету. Має довгі пальці, короткий хвіст і довгий тонкий темно-червоний дзьоб. Лапи червоні.

## Спосіб життя
Всеїдний вид. Шукає їжу в мулі або на мілководді. Живиться переважно тваринами, такими як черви, п'явки, молюски, креветки, раки, павуки, наземні та водні комахи та їхні личинки, земноводні, риби, птахи та ссавці. Однак він також споживає рослинні частини, такі як пагони, коріння, насіння, ягоди та фрукти.
Гніздиться в сухому місці серед болотної рослинності, і обоє батьків піклуються про будівництво гнізда чашоподібної конструкції. Кладка складається з 2-6 кремово-білих яєць, густо вкритих плямами, які висиджують обидва батьки близько 20 днів. Незрілі птахи схожі на дорослих, але у них сіро-блакитне забарвлення нижніх відділів змінюється пухким. Скоростиглі пташенята вкриті густим чорним пухом.